# Сид Кимптон
Габријел Сибли „Сид“ Кимптон, такође познат као Џорџ Кимптон, (12. август 1887 – 15. фебруар 1968) је био енглески фудбалер, који је целу своју играчку каријеру провео у Саутемптону, а потом постао и тренер у Европи.

## Играчка каријера
Кимптон је рођен у засеоку код Вoтфордa и, после играња за свој локални тим, имао је неуспешан покушај да се прикључи Вотфорду 1909. године.
Придружио се Саутемптону у септембру 1910. и након једне утакмице за резервни тим, дебитовао је за први тим 22. октобра и преузео центарфорску позицију од Персија Принца, у поразу (3-0) од Кристал Палас. Кимптон је постигао гол у свом следећем мечу недељу дана касније, у поразу од 3–2 од Брентфорда. До краја сезоне, Кимптон је уписао 29 наступа и постигао седам голова, пошто су "Свеци" завршили бод изнад места за испадање.
Према Холи & Чак-у, Кимптонова „ главна вредност била је његова поузданост и свестраност “; он „ никада није сматран сјајним играчем (али) је имао доста храбрости и вреве што га је учинило изузетно популарним“.
За сезону 1911–12., нови тренер Саутемптона Џорџ Свифт ангажовао је једанаест нових играча, укључујући центарфора Хенрија Хамилтона из Хадерсфилд Тауна. Кимптон је задржао своје место на крилу, али се вратио на позицију средњег везног где је играо прву половину сезоне, пре него што га је у децембру заменио Џон Денби. Кимптон се вратио на крилну позицију у марту, када је преузео спољну десну позицију од Џека Вилкокса за остатак сезоне, на крају које је Саутемптон поново био тик изнад зоне испадања.
Џорџ Свифт је поднео оставку у лето 1912, а Џими Мекинтајер је регрутован као тренер. Свеци су лоше почели сезону 1912–13., победивши само у једном мечу до краја октобра. Како је менаџерски тим покушавао да побољша перформансе регрутовањем нових играча, Кимптон је успео да задржи своје место на страни, било на центарфору или на десном крилу, све до фебруара када је избачен.
Вратио се на крило следећег новембра и наставио на спољној десној страни до краја сезоне 1913–14. Почео је сезону 1914–15. на крилу, пре него што се вратио на центарфора крајем октобра, где је остао до краја сезоне, постигавши десет голова пошто су Свеци завршили на шестом месту, што је њихов најбољи завршетак у претходних пет година.
Током Првог светског рата, Кимптон је радио за Торникрофт али је наставио да наступа за Саутемптон у ратним лигама и пријатељским утакмицама.
Након наставка фудбала 1919. године, Кимптон је био један од само тројице предратних играча које је Саутемптон поново потписао, али је сада био у тридесетим и имао је само два наступа у последњој сезони. Пре него што је напустио Свеце, награђен је хуманитарном утакмицом. У каријери у Саутемптону одиграо је 149 утакмица и постигао 30 голова.

## Тренерска каријера
Тренирао је Праг, Полонију из Варшаве, Краковију  Авр, репрезентацију Француске, Париз, Руан  и Шербур.
Кимптон је био први селектор у  француском фудбалском савезу 1934. Затим је позван да помогне фудбалској репрезентацији Француске за Светско првенство 1934. које се играло у Италији.
Довео је нову формацију (WM) у Француску. У интервјуу за L'Auto магазин је једном приликом причао о нивоу француских фудбалера: "Француски тим мора боље да ради (. . . ) Француски играчи морају да поштују фудбалску дисциплину.“ 
Пре него што је утакмица светског првенства између Француске и Аустрије одиграна 27. маја 1934 у Торину, Кимптон је тражио од играча средине терена Жоржа Веријеа да игра веома чврсту одбрану на аустријском нападачу Матијасу Синделару. Рекао је: „Синделара можете пратити свуда... чак и до тоалета! ". Француска је изгубила 3–2 „сумњивим голом“ против Вундер тима и више од 4000 људи је дочекало играче и особље на Гаре де Лиону . Кимптон је чак био хваљен.
Кимптон је напустио стручни штаб фудбалске репрезентације Француске непосредно после Светског првенства. Гастон Баро је изразио олакшање, јер није ценио Кимптонове тактичке опције.

## Извори
1. ↑  Other sources give December 1886 or 1888 as date of birth
2. 1 2 3 4  Holley, Duncan; Chalk, Gary (1992). The Alphabet of the Saints. ACL & Polar Publishing. стр. 198. ISBN 0-9514862-3-3.
3. ↑  Chalk, Gary; Holley, Duncan (1987). Saints – A complete record. Breedon Books. стр. 48–49. ISBN 0-907969-22-4.
4. ↑  Saints – A complete record. стр. 50—51.
5. ↑  Saints – A complete record. стр. 52—53.
6. ↑  Saints – A complete record. стр. 54—55.
7. ↑  Saints – A complete record. стр. 56—57.
8. ↑  Saints – A complete record. стр. 58—61.
9. ↑  Saints – A complete record. стр. 62—63.
10. ↑  Trenerzy piłkarzy wikipasy.pl Cracovia Kraków encyclopedia
11. ↑  Gowarzewski, Andrzej (2003). Encyklopedia piłkarska FUJI. GiA. ISBN 83-88232-13-4.
12. ↑  „French Football Federation”. Архивирано из оригинала 01. 02. 2013. г. Приступљено 23. 12. 2021.
13. ↑  „FC Rouen”. Архивирано из оригинала 13. 07. 2009. г. Приступљено 23. 12. 2021.
14. ↑  RSSSF
15. ↑  Gilles Gauthey, Le football professionnel français, Paris, 1961, p.95
16. ↑  JM Cazal, P Cazal et M Oreggia, L'intégrale de l'équipe de France de football, Paris, First Edition, 1998, p. 89
17. ↑  French Football Federation Архивирано 11 април 2009 на сајту
18. 1 2  Coll., La Coupe du Monde, Paris, L'Équipe, p.38
19. ↑  Pierre Delaunay, Jacques de Ryswick et Jean Cornu, 100 ans de football en France, Paris, Atlas, 1982, p. 135
20. ↑  JM Cazal, P Cazal et M Oreggia, L'intégrale de l'équipe de France de football, p. 90